# گری برین
گری برین (انگلیسی: Gary Breen؛ زادهٔ ۱۲ دسامبر ۱۹۷۳) یک بازیکن فوتبال اهل ایرلند است.